# Potentiel retardé
En physique, le potentiel d'un champ, qu'il soit  un scalaire ou vectoriel, est une fonction qui décrit ses variations de l'espace. Si ce champ varie sous l'effet d'un objet physique, ces effets ne sont pas immédiats : si on peut négliger le temps de propagation dans de nombreuses applications, on doit, dans d'autres, introduire la notion de potentiels retardés, qui prennent en compte le temps de propagation fini des interactions qui modifient le champ.
Par exemple, le potentiel vecteur dont découle le champ magnétique est, dans l'approximation magnétostatique, calculé par :
{\displaystyle {\vec {A}}\left({\mathbf {r} }\right)={\frac {\mu }{4\pi }}\int {\frac {{\vec {j}}\left({\mathbf {r'} }\right)}{|{\mathbf {r} }-{\mathbf {r'} }|}}{\rm {d}}{\mathbf {r'} }}
Si on prend en compte l'effet de la propagation des champs, à la vitesse de la lumière c, on a l'expression suivante :
{\displaystyle {\vec {A}}\left({\mathbf {r} },t\right)={\frac {\mu }{4\pi }}\int {\frac {{\vec {j}}\left({\mathbf {r'} },t-{\frac {|{\mathbf {r} }-{\mathbf {r'} }|}{c}}\right)}{|{\mathbf {r} }-{\mathbf {r'} }|}}{\rm {d}}{\mathbf {r'} }}
Ces potentiels retardés sont importants, notamment lorsqu'on modélise des systèmes par des dipôles électriques ou magnétiques, dont la radiation crée des ondes électromagnétiques : on ne peut légitimement plus négliger le temps de propagation des champs à distance.
Le champ rayonné, calculé indépendamment par Liénard et Wiechert, se divise en un champ proche dont l'amplitude décroit rapidement, de sorte qu'il peut être négligé à grande distance, et un « champ électromagnétique retardé » dont l'amplitude est inversement proportionnelle à la distance. Le calcul de Liénard et Wiechert est conforme aux équations de Maxwell
En changeant le signe de la variable temps, une solution reste valable, elle correspond à un "champ avancé" absorbé par les charges électriques. En raison de la linéarité des équations de Maxwell dans le vide, on peut additionner le champ retardé et un champ avancé correspondant à des charges de signes opposés. Ainsi les charges disparaissent, elles ont été remplacées par le champ avancé. C'est le « truc de Schwarzshild et Fokker » grâce auquel les équations de Maxwell restent linéaires dans la matière.[Quoi ?]
Au lieu de changer le signe des charges créant le champ avancé, on peut multiplier leur valeur par un coefficient. On obtient une "amplification cohérente", positive ou négative qui généralise l'amplification cohérente d'Einstein qui est le principe du laser. Il s'agit d'une généralisation, car le résultat d'Einstein est fondé sur la statistique de la thermodynamique, il ne concerne pas individuellement chaque molécule.
Une application intéressante est l'interaction du champ du point zéro avec l'électron de l'atome d'hydrogène. Sur une orbite stationnaire, les champs avancé et retardé ont la même amplitude, de sorte qu'il n'y a pas d'échange d'énergie. Toutefois, Willis E. Lamb a corrigé les niveaux d'énergie de l'atome d'hydrogène donnés par la formule de Balmer pour tenir compte des fluctuations du champ du point zéro.